# Toon-ryu
Toon-ryu (東恩流, Tō-on-ryū) é um estilo de caratê. A linhagem foi fundada por Juhatsu Kyoda e é descendente do estilo Naha-te.

## História
O fundador do estilo foi uchi deshi de mestre Kanryo Higaonna, do estilo Naha-te. O nome do estilo é, em verdade, uma outra forma de pronunciar os kanji do nome Higaonna, ou seja, higa pode ser dito to e onna, on, pelo que a referida denominação quer dizer que se trata de um estilo que ensina exatamente o estilo Naha=te ensinado pelo mestre Higaonna.